# Anantapur (distrikt)
Anantapur är ett distrikt i den indiska delstaten Andhra Pradesh. Folkmängden uppgår till cirka 4 miljoner invånare, och den administrativa huvudorten är Anantapur.

## Demografi
Av befolkningen i Anantapur var 56,63 % läskunniga 2011 (64,83 % av männen och 48,22 % av kvinnorna).
Vid folkräkningen 2001 var 88,59 % av befolkningen hinduer (3 225 156 personer), 10,69 % muslimer (389 201 personer) och 0,57 % kristna (20 770 personer).

## Urbanisering
Distriktet har sexton städer.
- Anantapur, Anantapur (Census Town), Dharmavaram, Gooty, Guntakal, Hindupur, Kadiri, Kakkalapalle, Kalyandurg, Narayanapuram, Papampeta, Rayadurg, Somandepalle, Tadpatri, Uravakonda, Yenumalapalle

Urbaniseringsgraden uppgick till 28,07 procent vid folkräkningen 2011.